# Reiko Shiota
Reiko Shiota (jap. 潮田玲子 Shiota Reiko; ur. 30 września 1983 w Kanda) – japońska badmintonistka. Dwukrotna uczestniczka igrzysk olimpijskich. W 2008 roku w Pekinie zajęła 5. miejsce w deblu kobiet zdobyła piąte miejsce razem z Kumiko Ogura. W 2012 roku w Londynie uczestniczyła wraz z Shintarō Ikeda w turnieju miksta.
W 2007 roku zdobyła w deblu kobiet brązowy medal mistrzostw świata wraz z Kumiko Ogura.